# بلوطی
بلوطی یا شاه بلوطی رنگی است، سایه مایل به سرخ متوسط قهوه‌ای (در سمت چپ نشان داده می‌شود) و نام آن برگرفته از میوهٔ درخت شاه‌بلوط است. نام جایگزین برای این رنگ badious است.
قرمز هندی رنگی مشابه اما جدا و متمایز از شاه بلوطی است.
شاه‌بلوطی نیز یک رنگ مازویی بسیار تیره است که تقریباً قهوه‌ای به نظر می‌رسد.

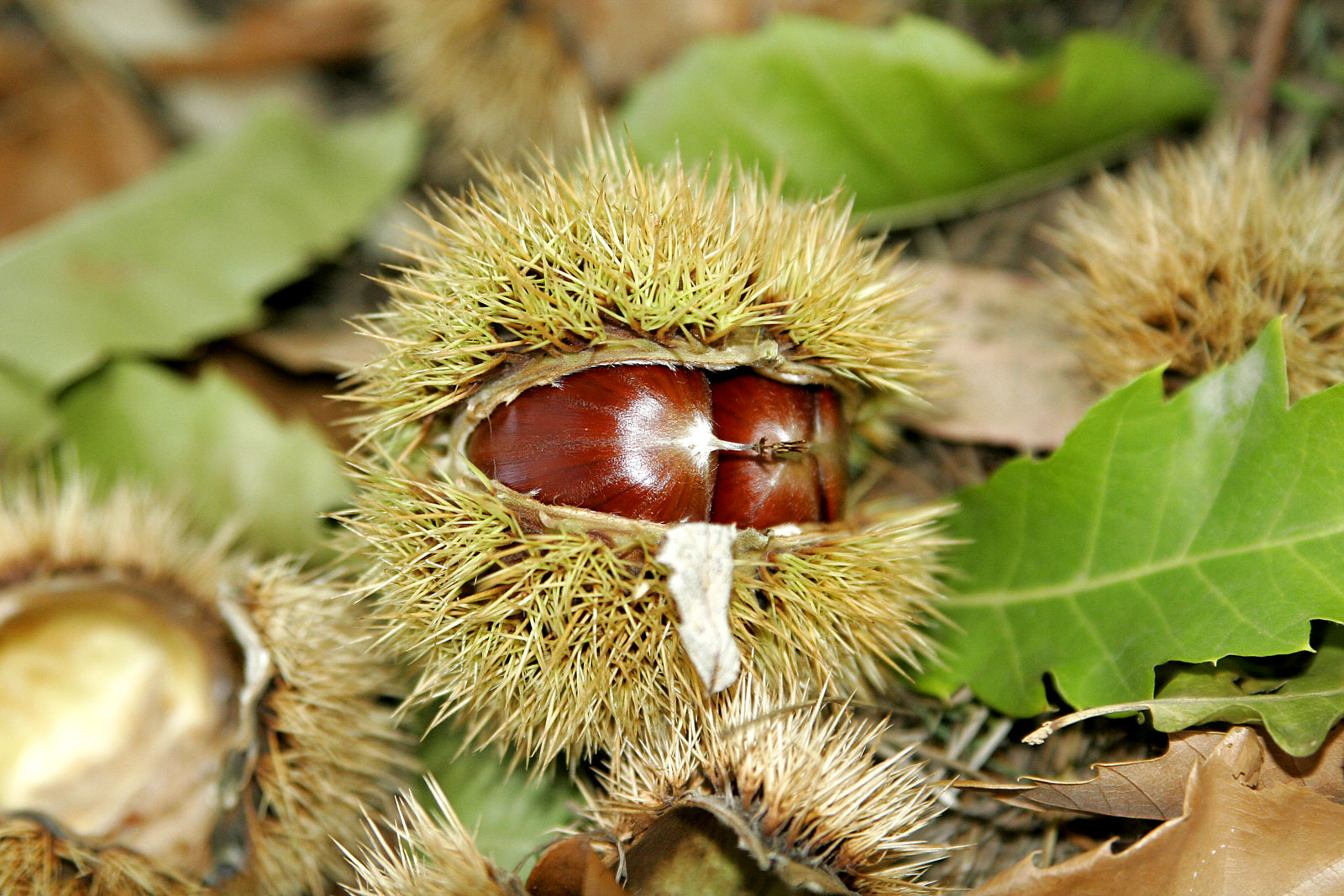
شاه‌بلوط را می‌توان روی زمین پیرامون درختان شاه بلوط یافت.

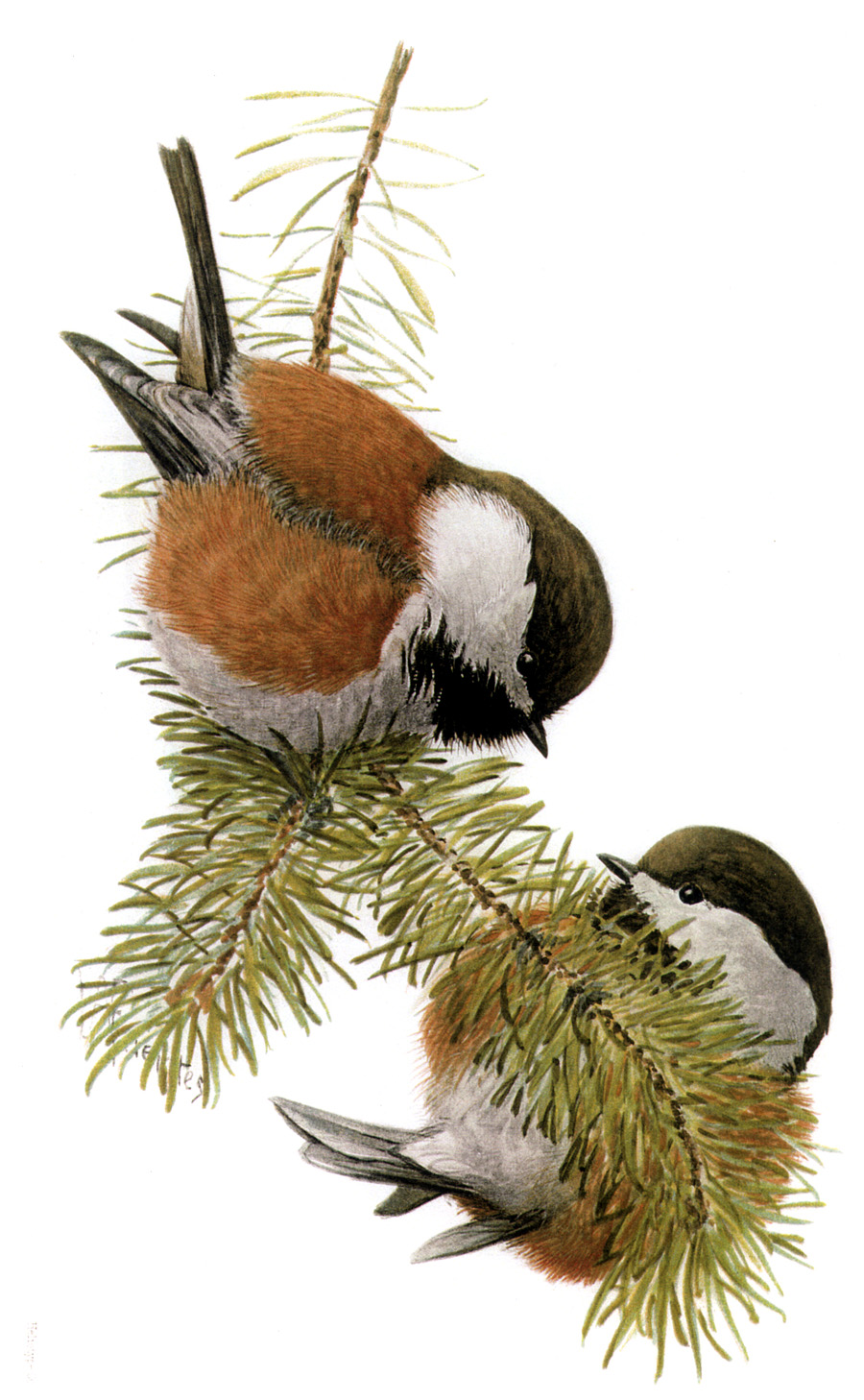
چرخ‌ریسک آمریکایی با پشت بلوطی

- دارکوب شاه‌بلوطی
- چرخ‌ریسوی پشت‌بلوطی
- کت بونگو